# Seznam fizikalnih konstant

## Tabela fizikalnih konstant
| Količina                                             | Simbol                                                                                    | Vrednost                            | Relativna standardna nedoločenost | Skupina |
| ---------------------------------------------------- | ----------------------------------------------------------------------------------------- | ----------------------------------- | --------------------------------- | ------- |
| hitrost svetlobe v vakuumu                           | {\displaystyle c}                                                                         | 299.792.458 m/s                     | 0                                 | ud      |
| Planckova konstanta                                  | {\displaystyle h}                                                                         | 6,626 070 15×10−34 J⋅s              | 0                                 | ud f    |
| reducirana Planckova konstanta                       | {\displaystyle \hbar =h/2\pi }                                                            | 1,054 571 817...×10−34 J⋅s          | 0                                 | ud f    |
| Newtonova gravitacijska konstanta                    | {\displaystyle G}                                                                         | 6,674 30(15)×10−11 m3⋅kg−1⋅s-2      | 2,2×10−5                          | u f     |
| dielektrična konstanta                               | {\displaystyle \varepsilon _{0}=1/\mu _{0}c^{2}}                                          | 8,854 187 812 8(13)×10−12 F⋅m-1     | 1,5×10−10                         | u f     |
| indukcijska konstanta                                | {\displaystyle \mu _{0}}                                                                  | 1,256 637 062 12(19)×10−6 N⋅A−2     | 1,5×10−10                         | u f     |
| vakuumska impedanca                                  | {\displaystyle Z_{0}=\mu _{0}c}                                                           | 376,730 313 668 (57) Ω              | 1,5×10−10                         | u       |
| osnovni naboj                                        | {\displaystyle e}                                                                         | 1,602 176 634×10−19 C               | 0                                 | de f    |
| hiperfini prehod frekvence od 133Cs                  | {\displaystyle \Delta \nu _{\text{Cs}}}                                                   | 9.192.631.770 Hz                    | 0                                 | d       |
| Avogadrova konstanta                                 | {\displaystyle N_{\text{A}},L}                                                            | 6,022 140 76×1023 mol-1             | 0                                 | d pf    |
| Boltzmannova konstanta                               | {\displaystyle k,k_{\text{B}}}                                                            | 1,380 649×10−23 J⋅K-1               | 0                                 | d pf    |
| kvant prevodnosti                                    | {\displaystyle G_{0}=2e^{2}/h}                                                            | 7,748 091 729...×10−5 S             | 0                                 | e f     |
| Josephsonova konstanta                               | {\displaystyle K_{\mathrm {J} }=2e/h}                                                     | 483 597,848 4...×109 Hz⋅V−1         | 0                                 | e f     |
| von Klitzingova konstanta                            | {\displaystyle R_{\mathrm {K} }=h/e^{2}}                                                  | 25 812,807 45... Ω                  | 0                                 | e f     |
| kvant magnetnega toka                                | {\displaystyle \Phi _{0}=h/2e}                                                            | 2,067 833 848...×10−15 Wb           | 0                                 | e f     |
| obratna vrednost kvanta prevodnosti                  | {\displaystyle G_{0}^{-1}=h/2e^{2}}                                                       | 12 906,403 72... Ω                  | 0                                 | e       |
| Bohrov magneton                                      | {\displaystyle \mu _{\mathrm {B} }=e\hbar /2m_{\mathrm {e} }}                             | 9,274 010 078 3(28)×10−24 J⋅T−1     | 3,0×10−10                         | e       |
| jedrski magneton                                     | {\displaystyle \mu _{\mathrm {N} }=e\hbar /2m_{\mathrm {p} }}                             | 5,050 783 746 1(15)×10−27 J⋅T−1     | 3,1×10−10                         | e       |
| konstanta fine strukture                             | {\displaystyle \alpha =e^{2}/4\pi \varepsilon _{0}\hbar c}                                | 7,297 352 569 3(11)×10−3            | 1,5×10−10                         | a f     |
| obratna vrednost konstante fine strukture            | {\displaystyle \alpha ^{-1}}                                                              | 137,035 999 084 (21)                | 1,5×10−10                         | a f     |
| masa elektrona                                       | {\displaystyle m_{\mathrm {e} }}                                                          | 9,109 383 701 5(28)×10−31 kg        | 3,0×10−10                         | a f     |
| masa protona                                         | {\displaystyle m_{\mathrm {p} }}                                                          | 1,672 621 923 69(51)×10−27 kg       | 3,1×10−10                         | a f     |
| masa nevtrona                                        | {\displaystyle m_{\mathrm {n} }}                                                          | 1,674 927 498 04(95)×10-27 kg       | 5,7×10−10                         | a       |
| Bohrov polmer                                        | {\displaystyle r_{\rm {B}}=\hbar /\alpha m_{\text{e}}c}                                   | 5,291 772 109 03(80)×10−11 m        | 1,5×10−10                         | a       |
| klasični polmer elektrona                            | {\displaystyle r_{\mathrm {e} }=e^{2}/4\pi \varepsilon _{0}m_{\mathrm {e} }c^{2}}         | 2,817 940 326 2(13)×10−15 m         | 4,5×10−10                         | a       |
| elektronski množitelj g                              | {\displaystyle g_{\mathrm {e} }}                                                          | −2,002 319 304 362 56(35)           | 1,7×10−13                         | a       |
| Fermijeva sklopitvena konstanta                      | {\displaystyle G_{\mathrm {F} }/(\hbar c)^{3}}                                            | 1,166 378 7(6)×10−5 GeV−2           | 5,1×10−7                          | a       |
| Hartreejeva energija                                 | {\displaystyle E_{\mathrm {h} }=2R_{\infty }hc}                                           | 4,359 744 722 207 1(85)×10−18 J     | 1,9×10−12                         | a       |
| krožnostni kvant                                     | {\displaystyle h/2m_{\mathrm {e} }}                                                       | 3,636 947 551 6(11)×10−4 m2⋅s−1     | 3,0×10−10                         | a       |
| Rydbergova konstanta                                 | {\displaystyle R_{\infty }=\alpha ^{2}m_{\mathrm {e} }c/2h}                               | 10 973 731,568 160 (21) m−1         | 1,9×10−12                         | a       |
| Thomsonov presek                                     | {\displaystyle \sigma _{\text{e}}=(8\pi /3)r_{\mathrm {e} }^{2}}                          | 6,652 458 732 1(60)×10−29 m2        | 9,1×10−10                         | a       |
| razmerje mas W-Z                                     | {\displaystyle m_{\mathrm {W} }/m_{\mathrm {Z} }}                                         | 0,881 53(17)                        | 1,9×10−4                          |         |
| kot šibkega mešanja                                  | {\displaystyle \sin ^{2}\theta _{\mathrm {W} }=1-(m_{\mathrm {W} }/m_{\mathrm {Z} })^{2}} | 0,222 90(30)                        | 1,3 × 10−3                        | a       |
| enota atomske mase                                   | {\displaystyle m_{\text{u}}=1\,{\text{Da}}}                                               | 1,660 539 066 60(50)×10−27 kg       | 3,0×10−10                         | pf      |
| Faradayeva konstanta                                 | {\displaystyle F=N_{\text{A}}e}                                                           | 96 485,332 12... C⋅mol−1            | 0                                 | pf      |
| splošna plinska konstanta                            | {\displaystyle R=N_{\text{A}}k_{\text{B}}}                                                | 8,314 462 618... J⋅mol−1⋅K−1        | 0                                 | pf      |
| konstanta molske mase                                | {\displaystyle M_{\text{u}}=M({}^{12}{\text{C}})/12}                                      | 0,999 999 999 65(30)×10−3 kg⋅mol−1  | 3,0×10−10                         | pf      |
| Stefanova konstanta                                  | {\displaystyle \sigma =\pi ^{2}k^{4}/60\hbar ^{3}c^{2}}                                   | 5,670 374 419...×10−8 W⋅m−2⋅K−4     | 0                                 | pf      |
| prva sevalna konstanta                               | {\displaystyle c_{1}=2\pi hc^{2}}                                                         | 3,741 771 852...×10−16 W⋅m2         | 0                                 | p       |
| prva sevalna konstanta spektralnega izseva           | {\displaystyle c_{\text{1L}}=c_{1}/\pi }                                                  | 1,191 042 972...×10−16 W⋅m2⋅sr−1    | 0                                 | p       |
| molska masa od ogljika-12                            | {\displaystyle M({}^{12}{\text{C}})=N_{\text{A}}m({}^{12}{\text{C}})}                     | 11,999 999 995 8(36)×10−3 kg⋅mol−1  | 3,0×10−10                         | p       |
| molska Planckova konstanta                           | {\displaystyle N_{\text{A}}h}                                                             | 3,990 312 712...×10−10 J⋅Hz−1⋅mol−1 | 0                                 | p       |
| druga sevalna konstanta                              | {\displaystyle c_{2}=hc/k}                                                                | 1,438 776 877...×10−2 m⋅K           | 0                                 | p       |
| Wienova konstanta valovne dolžine v zakonu o premiku | {\displaystyle b}                                                                         | 2,897 771 955...×10−3 m⋅K           | 0                                 | p       |
| Wienova konstanta frekvence v zakonu o premiku       | {\displaystyle b'}                                                                        | 5,878 925 757...×1010 Hz⋅K−1        | 0                                 | p       |
| Wienova konstanta entropije v zakonu o premiku       | {\displaystyle b_{\text{entropija}}}                                                      | 3,002 916 077... × 10−3 m⋅K         | 0                                 | p       |

Razvrščenost v skupine je objavljena na NIST-ovi spletni strani:
u: univerzalna
d: definirana
e: elektromagnetna
a: atomska in jedrska
p: fizikalno-kemijska
f: pogosto uporabljena
n: ne-SI enote